# 寺島泰
寺島 泰（てらしま ゆたか、1937年4月10日 – 2019年9月12日）は、日本の環境衛生工学者。大阪産業大学教授。京都大学名誉教授。

## 略歴
福井県小浜市出身。1960年京都大学工学部土木工学科卒業。
1976年工学部教授に就任。専門分野は環境衛生工学。2001年、定年により退職。
2017年、瑞宝中綬章を受章。